# Heterogobius
Heterogobius is een monotypisch geslacht van straalvinnige vissen uit de familie van grondels (Gobiidae).

## Soort
- Heterogobius chiloensis (Guichenot, 1848)